# Janne Lahtela
Janne Lahtela   (Kemijärvi, 28 de febrer de 1974) és un esquiador finlandès, ja retirat, especialista en esquí acrobàtic. És cosí del també esquiador acrobàtic, i medallista olímpic, Sami Mustonen.
Va participar en els Jocs Olímpics d'Hivern de 1992 realitzats a Albertville (França), on aconseguí finalitzar divuitè en la prova de bamps. En els Jocs Olímpics d'Hivern de 1994 realitzats a Lillehammer (Noruega) finalitzà novè i ja en els Jocs Olímpics d'Hivern de 1998 realitzats a Nagano (Japó) aconseguí guanyar la medalla de plata en aquesta disciplina. En els Jocs Olímpics d'Hivern de 2002 realitzats a Salt Lake City (Estats Units) aconseguí guanyar la medalla d'or i en els Jocs Olímpics d'Hivern de 2006 realitzats a Torí (Itàlia), i amb 31 anys, fou setzè.
Al llarg de la seva carrera aconseguí guanyar dues medalles en el Campionat del Món d'esquí acrobàtic, destacant la medalla d'or guanyada el 1999 en la prova de bamps.